# Lijst van rijksmonumenten in Zwartewaterland
De gemeente Zwartewaterland telt 96 inschrijvingen in het rijksmonumentenregister, hieronder een overzicht. 

## Genemuiden
De plaats Genemuiden telt 2 inschrijvingen in het rijksmonumentenregister.
| Object | Oorspronkelijke functie? | Bouwjaar  | Architect                            | Locatie         | Coördinaten?                 | Nr.?   | Afbeelding        |
| --- | ------------------------ | --------- | ------------------------------------ | --------------- | ---------------------------- | ------ | ----------------- |
| Stoomgemaal Mastenbroek | Gemaal                   | 1855-1856 | ingenieurs Beyerinck en Van Diggelen | Kamperzeedijk 7 | 52° 36' 3" NB, 6° 1' 10" OL  | 16083  | Meer afbeeldingen |
| Keersluis, de sas te Genemuiden, gelegen tussen de binnen- en de buitenhaven, vormt onderdeel van de hoofdwaterkering van de polder Mastenbroek | Waterkering en -doorlaat | 1866      | A.L. de Bruijn Kops                  | Buiten-         | 52° 37' 37" NB, 6° 2' 23" OL | 506442 | Meer afbeeldingen |

## Hasselt
De plaats Hasselt telt 75 inschrijvingen in het rijksmonumentenregister. Zie Lijst van rijksmonumenten in Hasselt voor een overzicht.

## Mastenbroek
De plaats Mastenbroek telt 2 inschrijvingen in het rijksmonumentenregister.
| Object | Oorspronkelijke functie? | Bouwjaar | Architect | Locatie            | Coördinaten?                 | Nr.?  | Afbeelding        |
| --- | ------------------------ | -------- | --------- | ------------------ | ---------------------------- | ----- | ----------------- |
| OLV ter Zon: Nederlands Hervormde Kerk. Laatgotisch eenbeukig gebouw met smaller, driezijdig gesloten koor | Kerk en kerkonderdeel    | 15e eeuw |           | Kerkwetering 1     | 52° 34' 28" NB, 6° 1' 26" OL | 20925 | Meer afbeeldingen |
| Toren van de Nederlands Hervormde Kerk                                                                     | Kerk en kerkonderdeel    | 1845     |           | Kerkwetering bij 1 | 52° 34' 28" NB, 6° 1' 25" OL | 20926 | Meer afbeeldingen |

## De Velde
De plaats De Velde telt 1 inschrijving in het rijksmonumentenregister.
| Object               | Oorspronkelijke functie? | Bouwjaar          | Architect | Locatie                                | Coördinaten?                 | Nr.?  | Afbeelding           |
| -------------------- | ------------------------ | ----------------- | --------- | -------------------------------------- | ---------------------------- | ----- | -------------------- |
| Huisterp De Huusstee | Archeologisch monument   | late Middeleeuwen |           | Overzijde provinciale weg bij De Velde | 52° 37' 20" NB, 6° 4' 58" OL | 46189 | Huisterp De Huusstee |

## Zwartewatersklooster
De plaats Zwartewatersklooster telt 3 inschrijvingen in het rijksmonumentenregister.
| Object                                     | Oorspronkelijke functie? | Bouwjaar          | Architect | Locatie                | Coördinaten?                | Nr.?   | Afbeelding                                 |
| ------------------------------------------ | ------------------------ | ----------------- | --------- | ---------------------- | --------------------------- | ------ | ------------------------------------------ |
| Halleboerderij                             | Boerderij                | 1860              |           | Zwartewatersklooster 9 | 52° 37' 9" NB, 6° 6' 17" OL | 506328 | Halleboerderij                             |
| Hooiberg bij Halleboerderij                | Boerderij                | 1860              |           | Zwartewatersklooster 9 | 52° 37' 9" NB, 6° 6' 17" OL | 506329 | Upload foto                                |
| Schuur bij Halleboerderij                  | Boerderij                | 1860              |           | Zwartewatersklooster 9 | 52° 37' 9" NB, 6° 6' 17" OL | 506330 | Upload foto                                |
| Terrein voormalige klooster Mont St. Maria | Archeologisch monument   | late Middeleeuwen |           | Zwartewatersklooster   | 52° 37' 7" NB, 6° 6' 21" OL | 46188  | Terrein voormalige klooster Mont St. Maria |

## Zwartsluis
De plaats Zwartsluis telt 12 inschrijvingen in het rijksmonumentenregister. Zie Lijst van rijksmonumenten in Zwartsluis voor een overzicht.
Almelo ·
Borne ·
Dalfsen ·
Deventer ·
Dinkelland ·
Enschede ·
Haaksbergen ·
Hardenberg ·
Hellendoorn ·
Hengelo ·
Hof van Twente ·
Kampen ·
Losser ·
Oldenzaal ·
Olst-Wijhe ·
Ommen ·
Raalte ·
Rijssen-Holten ·
Staphorst ·
Steenwijkerland ·
Tubbergen ·
Twenterand ·
Wierden ·
Zwartewaterland ·
Zwolle